# Kenyentulus chongqingensis
Kenyentulus chongqingensis är en urinsektsart som beskrevs av Yinquiu Tang och Yin 1987. Kenyentulus chongqingensis ingår i släktet Kenyentulus och familjen lönntrevfotingar. Inga underarter finns listade i Catalogue of Life.